# Rosalba pulchella
Espèce
Rosalba pulchella est une espèce d'insectes coléoptères de la famille des Cerambycidae. Elle est décrite par Belon en 1903. Elle est connue au Brésil.